# Portbail
Portbail ou Port-Bail est une ancienne commune française de la Côte des Isles du département de la Manche et de la région Normandie, peuplée de 1 497 habitants, commune déléguée au sein de Port-Bail-sur-Mer depuis le 1er janvier 2019.

## Géographie

### Localisation
Les communes limitrophes sont Le Mesnil, Besneville, Canville-la-Rocque, Fierville-les-Mines, Saint-Georges-de-la-Rivière et Saint-Lô-d'Ourville.

### Paysages
Couvrant 1 956 hectares, le territoire de Portbail est le plus étendu du canton de Barneville-Carteret.

### Milieux naturels et biodiversité
Le havre de Portbail de 300 hectares est l'un des huit estuaires de la côte Ouest formé par l'embouchure de la Grise ou l'Olonde, classé Natura 2000.

## Toponymie
Le nom de la localité est attesté sous les formes Portus Ballii vers 746-753, Port Bahil en 1026-1027 et Portbail en 1185,. Portbail est l'une des rares communes de la presqu'île du Cotentin qui ait conservé un nom de lieux gallo-romains. Au début du XXe siècle, vers 1900 la graphie en usage du nom de la commune était Port-Bail.
Le toponyme serait issu du latin portus, « port » (portus balliolum), et d'un anthroponyme germanique tel que Behhilt ou Ballo, à moins que le deuxième élément ne soit, comme le suggère René Lepelley, l'ancien français bail, « cour, enclos » (du bas latin ballium).

## Histoire

### Protohistoire
Comme Urville, Portbail et son havre situé face aux îles a du être un ancien port d'échanges de la presqu'île. Jean Barros invoque son existence dès l'âge du bronze, situé sur la route maritime et terrestre de l’étain de Grande-Bretagne.

### Antiquité

Reconstitution de la Portbail romaine par Laurent Paez-Rezende et Laurence Jeanne en 2017.

À l'époque gallo-romaine, pendant la Pax Romana et sous le règne d'Auguste, une agglomération romaine secondaire voit le jour,. Cinq voies romaines arrivaient et partaient de Port-Bail, dont une qui longe la côte ouest de la presqu'île, ce qui laisse penser que le port était une escale de la route maritime de l'étain, qui reliait ainsi les Cornouailles au bassin méditerranéen. Charles de Gerville précise que l'agglomération antique était alimentée en eau par un aqueduc. En 1968, sous la nef de l'église Notre-Dame, lors de fouilles dirigées par David Abadie, ont été mis au jour des vestiges de thermes (hypocauste) d'une villa du IIe siècle de notre ère. Outre le baptistère, daté du IVe ou Ve siècle, il a été mis au jour à proximité de ce dernier les restes d'un petit temple gallo-romain (fanum), ainsi que l'existence d'une villa gallo-romaine et de son atrium. En 1845, l'abbé Louis signalait la découverte d'un « grand fragment de mosaïque ». Certains quartiers de Portbail disparurent au cours du IIIe siècle à la suite des crises politiques, conjuguées depuis la fin du IIe siècle à de récurrentes épidémies de peste qui affaiblissent l'armée et les populations, mettant à mal l'économie et l'administration.

### Moyen Âge
La première mention de Portbail, dans l'état des connaissances, est dans un passage de la chronique de l'abbaye de Fontenelle rédigée vers 830-840 et qui narre que vers 747-750, le jour de marché, s'est échoué sur la plage un curieux esquif, une tour reliquaire, qui renfermait une mâchoire de saint Georges, et plusieurs autres reliques de saints, du bois de la Vraie Croix et un livre des évangiles. Au IXe siècle, Portbail, avec son baptistère, son abbatia et son emporium (port de commerce), est une importante cité portuaire jusqu'aux premiers raids scandinaves. L'archéologue Gilles Laisné a découvert dans le havre de Portbail une pêcherie médiévale de la fin du Xe siècle, 978 d'après les dernières datations.
En 1026, Richard III de Normandie donne à son épouse, Adèle de France (Dotalitium Adelae), fille du roi des Francs Robert II le Pieux, en douaire un domaine abbatiam (territoire d'abbaye) nommé Port Bahil situé sur les flots de la Gerfleur avec un port : « Abbatiam necnon quae appelatur Portbail quae est sita super aquam Jorfluctum, cum portu (et encore l'abbaye que l'on appelle Portbail, qui est située sur la rivière Jerfleur, avec son port »,,. Avant la fin du XIe siècle l'église Notre-Dame est donnée à l'abbaye bénédictine de Lessay et devint un prieuré qui sera déserté dans la seconde moitié du XIIIe siècle. Si l'on se réfère au Livre Noir de l'évêché de Coutances, l'abbé de Lessay était le patron de Portail où était : « une église paroissiale à côté du manoir de l'Abbé et des moines y demeuraient habituellement. Ils célébraient l'office dans cette église les jours fériés et exerçaient en ce lieu l'hospitalité. le curé célébrait pendant la semaine, dans une chapelle située non loin de l'église paroissiale ». En 1083, Anquetil de Claids, pour ce qu'il possède à Portbail, est vassal de Robert d'Aubigny.
Wace, dans le Roman de Rou écrit vers 1170, fait allusion à une abbaye détruite par les Normands.
Au XIIe siècle, la paroisse relevait de l'honneur de La Haye,.
Au XVe siècle, le port, correspondant à un ancien emporium carolingien et cité au début du XIe siècle en tant que portus ducal, était contrôlé par les seigneurs de Barneville. À la fin du Moyen Âge, Robert du Saucey, déclare y tenir des droits de coutume sur les navires entrant dans le havre, et jouit d'un « droit de prisée des vins », ce qui lui permet de « goûter et avoir un tonneau, ny du pire ny du meilleur, au prix qu'il aurait cousté au pays d'où on l'aurait pris ».

#### Légende
Une légende désigne la ville de Port-Bail, comme le cadre de l'arrivée miraculeuse par voie de mer, des reliques de saint Georges en terre de France.

### Temps modernes
Dans la première moitié du XVIIIe siècle, la paroisse a pour seigneur et patron Pancrace Hellouin (1683-1755), écuyer, sieur d'Ancteville, également seigneur et patron de Barneville et Saint-Martin-du-Mesnil, conseiller du roi, bailli de longue robe et lieutenant général civil et criminel au bailliage de Saint-Sauveur-Lendelin.
En 1768, il y avait vingt-neuf salines dans le havre de Portbail, dont vingt-quatre sur la paroisse de Portbail.

### Époque contemporaine
En 1818, Portbail (749 habitants en 1806) absorbe Gouey (1 087 habitants),.
La Compagnie des chemins de fer de l'Ouest met en service la gare de Port-Bail le 1er juillet 1889, lors de l'ouverture à l'exploitation de la deuxième section, de La Haye-du-Puits à Carteret de sa ligne de Carentan à Carteret.
Le 11 novembre 1948 la commune s'est vu attribué, par le secrétaire d'État aux Forces Armées, Marc Lejeune, la croix de guerre avec étoile de bronze avec la citation : « Ville ravagée au 2/3 pendant la bataille de la Libération, et dont la population a accepté ce sacrifice avec courage et abnégation ».
Portbail fusionne avec Denneville et Saint-Lô-d'Ourville le 1er janvier 2019 pour créer la commune nouvelle de Port-Bail-sur-Mer par arrêté préfectoral du 20 décembre 2018. Les trois communes deviennent des communes déléguées.

## Politique et administration

### Liste des maires
| Période                                  | Période       | Identité     | Étiquette | Qualité                          |
| ---------------------------------------- | ------------- | ------------ | --------- | -------------------------------- |
| 1977                                     | 1983          | René Richon  | DVG       |                                  |
| juin 1995                                | mars 2001     | Claude Boury |           | Médecin                          |
| mars 2001                                | mars 2008     | Richard Yver |           | Professeur d'histoire-géographie |
| mars 2008                                | décembre 2018 | Guy Cholot   | DVD       | Retraité de la Police nationale  |
| Les données manquantes sont à compléter. |               |              |           |                                  |

Le conseil municipal était composé de dix-neuf membres dont le maire et trois adjoints.
| Période                                  | Période         | Identité        | Étiquette | Qualité                         |
| ---------------------------------------- | --------------- | --------------- | --------- | ------------------------------- |
| 1er janvier 2019                         | 26 janvier 2019 | Guy Cholot      | DVD       | Retraité de la Police nationale |
| janvier 2019                             | mai 2020        | Serge Laidet    | DVD       | Cadre en retraite               |
| mai 2020                                 | En cours        | Francis D’Hulst |           | Agent maritime retraité         |
| Les données manquantes sont à compléter. |                 |                 |           |                                 |

### Jumelages
- Wienhausen (Allemagne) depuis 1985.

## Population et société
Les habitants de la commune sont appelés les Portbaillais.

### Démographie
En 2021, la commune comptait 1 497 habitants. Depuis 2004, les enquêtes de recensement dans les communes de moins de 10 000 habitants ont lieu tous les cinq ans (en 2007, 2012, 2017, etc. pour Portbail) et les chiffres de population municipale légale des autres années sont des estimations.
| 1793 | 1800 | 1806 | 1821  | 1831  | 1836  | 1841  | 1846  | 1851  |
| ---- | ---- | ---- | ----- | ----- | ----- | ----- | ----- | ----- |
| 712  | 773  | 749  | 2 567 | 1 901 | 2 086 | 2 066 | 2 056 | 2 057 |

| 1856  | 1861  | 1866  | 1872  | 1876  | 1881  | 1886  | 1891  | 1896  |
| ----- | ----- | ----- | ----- | ----- | ----- | ----- | ----- | ----- |
| 1 821 | 1 863 | 1 864 | 1 740 | 1 786 | 1 776 | 1 869 | 1 674 | 1 640 |

| 1901  | 1906  | 1911  | 1921  | 1926  | 1931  | 1936  | 1946  | 1954  |
| ----- | ----- | ----- | ----- | ----- | ----- | ----- | ----- | ----- |
| 1 556 | 1 504 | 1 486 | 1 271 | 1 395 | 1 385 | 1 325 | 1 431 | 1 448 |

| 1962  | 1968  | 1975  | 1982  | 1990  | 1999  | 2007  | 2011  | 2016  |
| ----- | ----- | ----- | ----- | ----- | ----- | ----- | ----- | ----- |
| 1 431 | 1 499 | 1 591 | 1 707 | 1 654 | 1 675 | 1 636 | 1 644 | 1 551 |

| 2019  | - | - | - | - | - | - | - | - |
| ----- | - | - | - | - | - | - | - | - |
| 1 491 | - | - | - | - | - | - | - | - |

| 1793 | 1800 | 1806  |
| ---- | ---- | ----- |
| 959  | 885  | 1 087 |

### Manifestations culturelles et festivités
- Portbail a vu en 2004 l'organisation de la première Gainsbarre, une course cycliste Élite nommée en souvenir de Serge Gainsbourg.
- Grand raid VTT (52, 35 et 20 km) et course pédestre (6 et 11 km).
- Festival de l'enfant.
- Fête de la musique.
- La fête de la plage se déroule tous les 15 août, elle a remplacé depuis 2011 la fête du port qui commençait à s’essouffler.
- Foire aux livres et cartes postales tous les quatrièmes samedis du mois dans l'église Notre-Dame d'octobre à février et en extérieur sur le quai Aubert de mars à septembre.
- Rando goûter découverte de patrimoine accessible aux familles pendant les vacances scolaires.

## Économie et tourisme
Portbail est commune touristique depuis août 2009.

## Culture locale et patrimoine

### Lieux et monuments

#### Patrimoine religieux

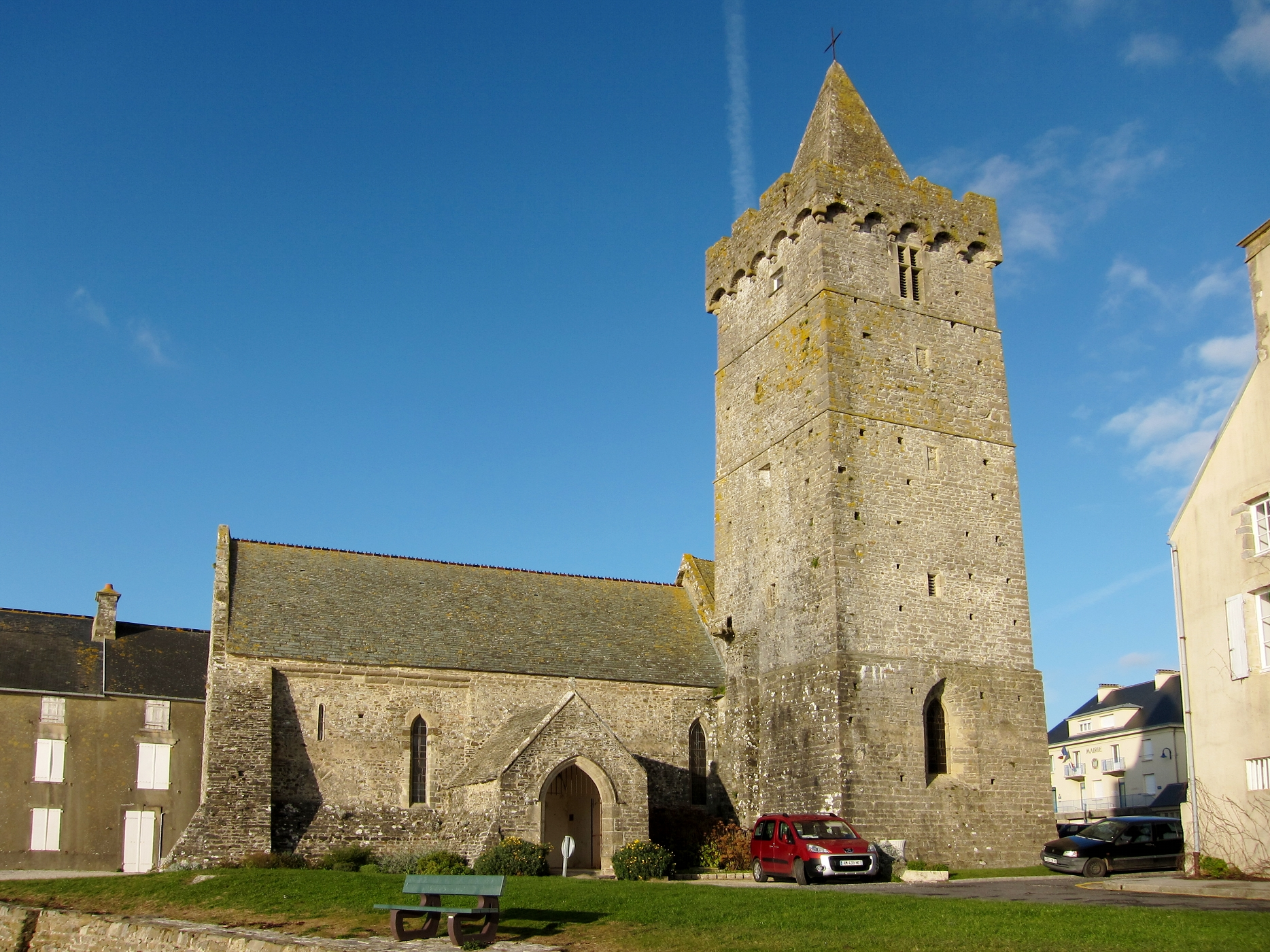
L'église Notre-Dame vue du pont.

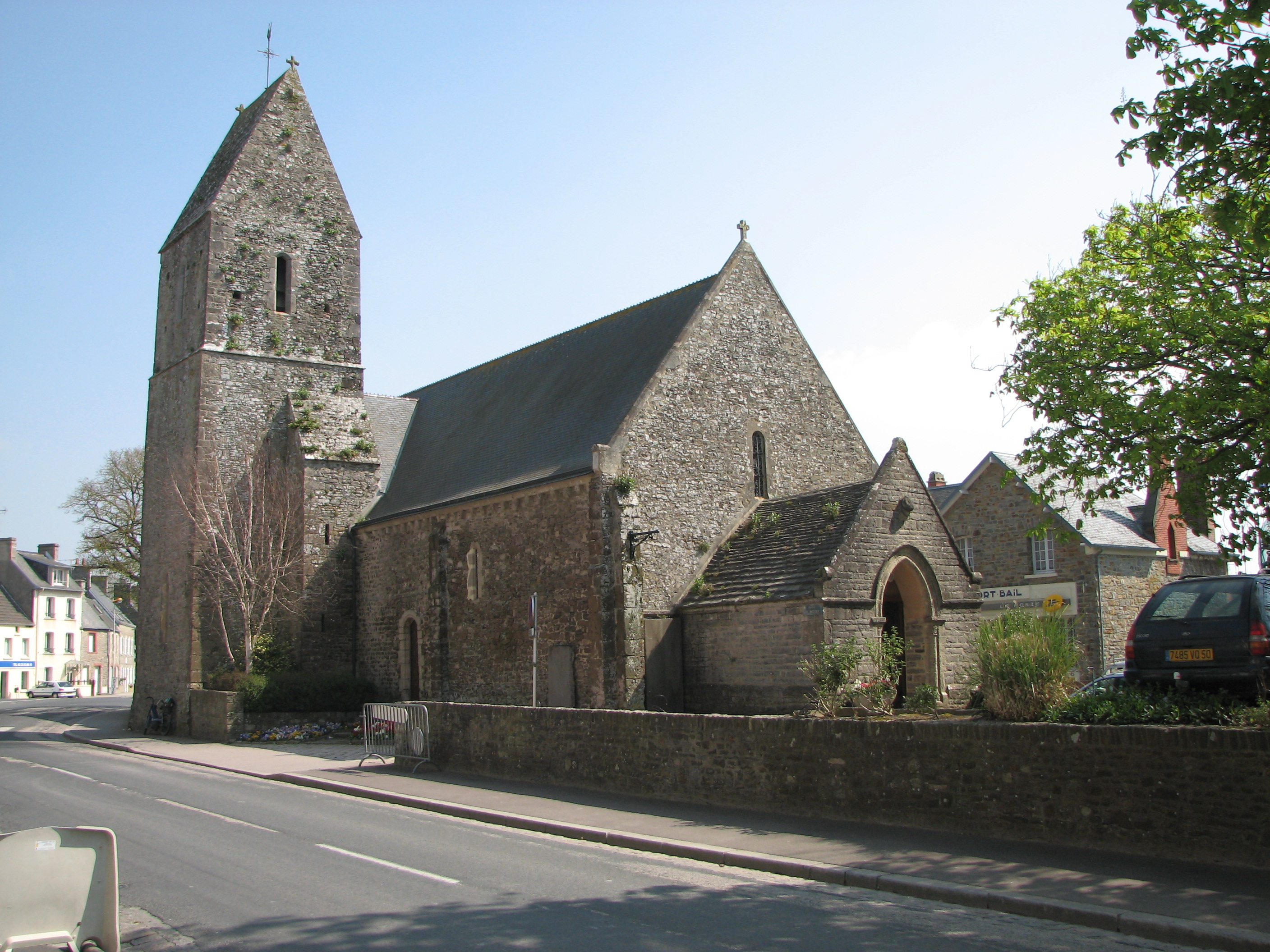
L'église Saint-Martin de Gouey.

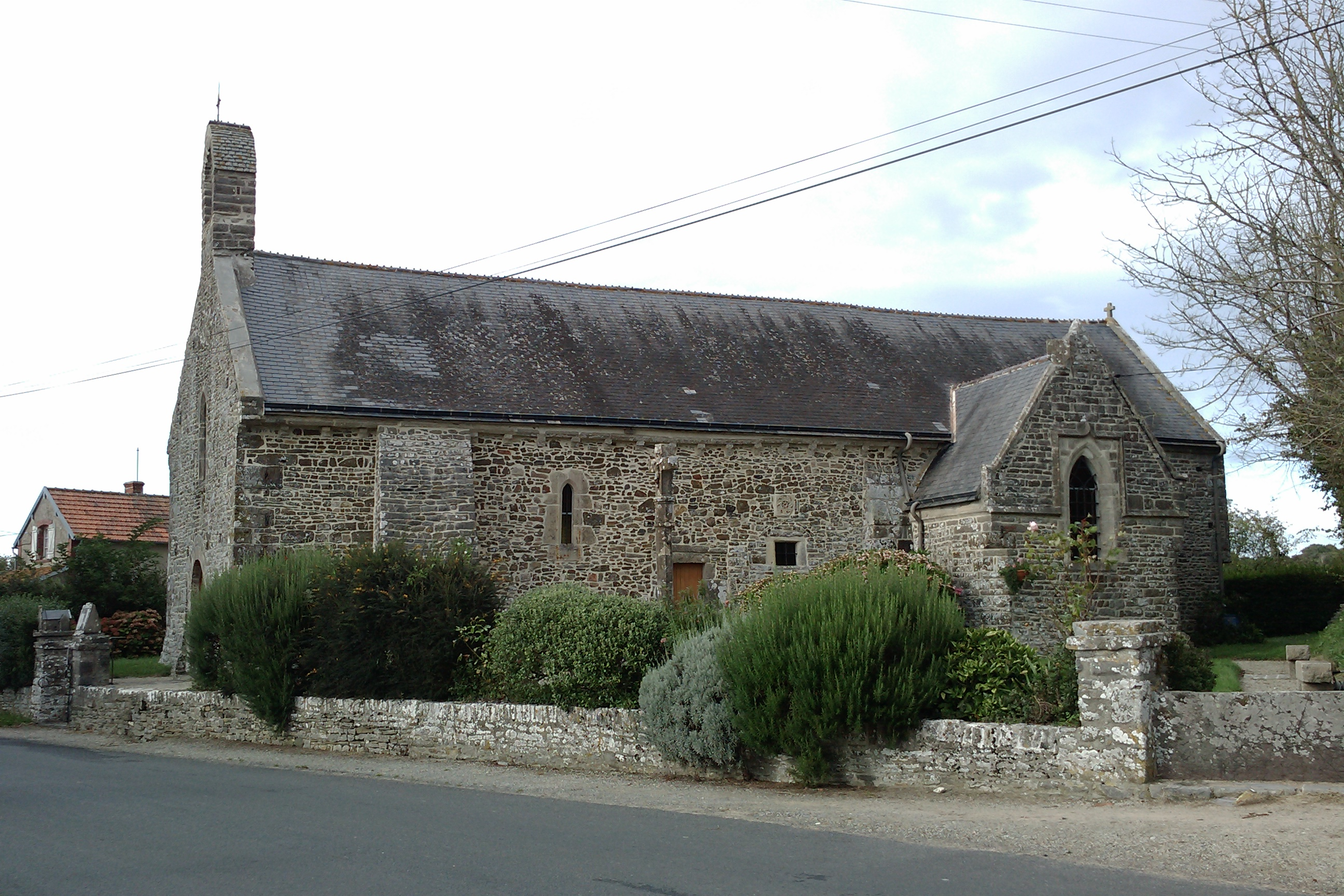
La chapelle Saint-Siméon-le-Stylite.

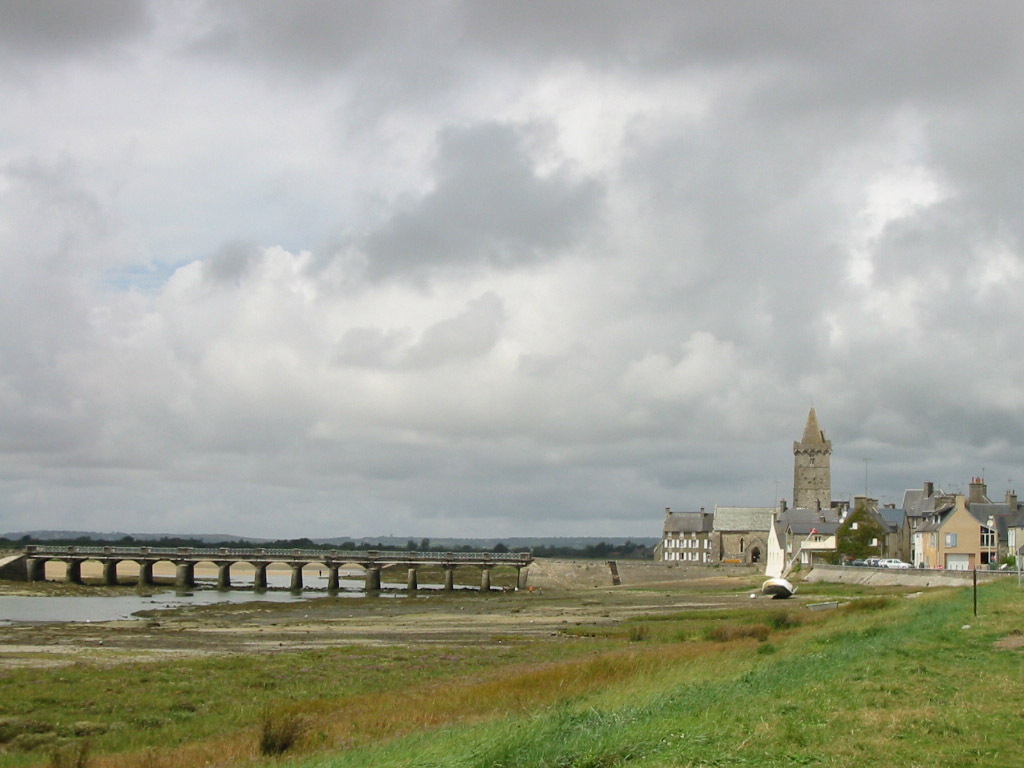
Le pont aux treize arches et l'église Notre-Dame.

- Église Notre-Dame des XIe, XVe – XVIe siècles classée en 1968 au titre des monuments historiques. Elle se distingue par son clocher fortifié couronné de créneaux et de faux mâchicoulis, vestige de la guerre de Cent Ans. L'édifice religieux occuperait l'emplacement d'un ensemble monastique du VIIIe siècle, qui dépendait de l'abbaye de Saint-Wandrille. Lieu d'expositions et de concert d'avril à octobre, visites guidées. Elle abrite deux statues du XVIe, saint Jacques et Vierge à l'Enfant, classées au titre objet[38], ainsi qu'une verrière de Sylvie Gaudin du XXe et de Champigneulle du XIXe.

Au XIIe siècle, Anquetil de Claids et son fils, Robert, donnèrent l'église Notre-Dame à l'abbaye de Lessay.
- Église Saint-Martin de Gouey des XIe, XIIe, XIIIe, XVe et XIXe siècles. C'est depuis 1909 l'actuelle église paroissiale. Elle a été restaurée dans les années 1950 après de sérieux dégâts en 1944. Elle présente des éléments romans, notamment les modillons de la corniche, et gothiques[39]. Elle abrite sous le porche une Vierge du XIVe, initialement à l'Enfant classée au titre objet aux monuments historiques[40], ainsi qu'une charité de saint Martin du XIVe.
- Baptistère paléo-chrétien découvert en 1956, dont les vestiges ont l’originalité d’être hexagonaux. Il fut construit au VIe siècle, au début de la christianisation du Cotentin. C’est l'un des seuls exemplaires de baptistère retrouvé au nord de la Loire et le seul hexagonal en France. Il est classé au titre des monuments historiques[41]. Le baptême par immersion y était pratiqué. Il fut transformé au XIIe siècle en chapelle funéraire (avec cimetière autour) qui a été détruite en 1697. Des ossements et d'autres vestiges y ont été trouvés[42].
- Chapelle Saint-Siméon-le-Stylite des XIIe, XIVe – XVIe siècles[43]. Propriété de la commune de Portbail depuis 1931, elle abrite une pietà du XVe et une cloche du XVIe classées au titre objet aux monuments historiques[44].

Pour mémoire
- Chapelle Saint-Michel qui a existé jusqu'au XIXe siècle. Elle doit son origine à la transformation, au cours du VIIe siècle du fanum en chapelle probablement funéraire, dédiée à saint Michel, ce dernier étant un saint psychopompe, « un passeur d'âmes », avec l'adjonction d'un chœur à l'est. Elle était entourée de sarcophages et de squelettes[45],[20], et, est un rare exemple de conversion d'un temple païen en édifice chrétien[46].

### Patrimoine civil
- Manoir du Dick du XVIe siècle, inscrit au titre des monuments historiques pour sa cheminée Renaissance[47].
- Manoir de la Comté du XVIe siècle.

Son porche sud qui subsiste est surmonté des armes de la famille Pigache : d'argent à trois cornets de gueules. Le manoir est la possession de la famille Briroy jusqu'en 1684, date à laquelle il passe à la famille Pigache de Lamberville qui en avait encore la possession au XVIIIe siècle comme le confirme l'aveu rendu au roi, 20 juillet 1684, qui nous dit qu'il est alors la possession de Jean-Jacques Pigache, écuyer, sieur de Lamberville et seigneur de la Comté et de Grye. La famille Pigache est une vieille famille féodale, originaire de la plaine de Caen, connue depuis le XIIIe siècle et qui s'est maintenue jusqu'en 1967. C'était un quart de fief de haubert tenu du roi et dont le plus ancien possesseur connu était Jacques Le Couvin d'après un aveu rendu au roi le 30 juin 1519.
L'aveu de 1684 nous fournit une description du manoir à cette époque « Manoir seigneurial composé d'un grand enclost de maisons à haute et basse court, fermez et entourez de murailles, deux portes cochères, pour y entrer, plusieurs tourelles et bastions attachés ausdictes, maisons et murailles, le tout couverte d'ardoises, une douve à costé vers le midy, le jardin potager et fruitier y joingnant sur lequel jardin est assis un collombier vollant, le tout se contenant trois vergiez de terre ».
Aujourd'hui, l'ancien manoir est partagé en trois propriétés séparées par des murs passant au milieu de l'ancienne cour. Son nom rappelle que son fief dépendait à l'origine du comté de Mortain et relèvera directement du roi, après un partage en 1235 de ce comté entre le roi de France et Mathilde de Boulogne.
- Manoir de Lanquetot des XVIe – XVIIIe siècles. L'ensemble, fortement dégradé, se distingue surtout par son massif colombier du début du XVIIIe siècle, voisin de la grange. Le logis était en « L » et il subsiste de belles souches de cheminées du XVIIe siècle.

Son plus ancien possesseur connu est Roger de Lanquetot, chevalier, qui au XIIIe siècle céda à l'abbaye de Lessay tout le droit qu'il avait en l'église Notre-Dame de Portbail.
En 1567, Jehan Besnard, sieur de Lanquetot, est taxé pour ce fief de 10 livres dans le rôle des nobles et roturiers, au titre du ban et de l'arrière ban de la vicomté de Coutances, réalisé par Gilles Dancel, seigneur d'Audouville, lieutenant général du bailli de Cotentin, tenu à Coutances les 20-22 octobre. Le fief noble de Lanquetot à Portbail qui relevait du fief du Parc à Saint-Lô-d'Ourville, avait des extensions sur Gouey, Saint-Georges-de-la-Rivière et Saint-Martin-du-Mesnil.
Le 11 février 1612, dans les aveux que fait Jacques de Thieuville au roi de France pour son fief du Parc à Saint-Lô-d'ourville, il est dit que trois fiefs nobles relève de la seigneurie du Parc : le fief du Saussey à Saint-Georges-de-la-Rivière, de Mandenaville à Saint-Pierre-d'Allonne et celui de Lanquetot à Portbail, ainsi que dix-sept vavassories. L'aveu nous indique que le fief appartient alors à Jean Voussey, écuyer. Par mariage la terre passa par la suite à la famille Le Kannelieup (Le Cannelier) et jusqu'au XVIIe siècle, changea fréquemment de possesseurs, avant d'être acquis par Jacques Levilly (1615-1678), pour, en 1683, être entre les mains d'Alexandre Hellouin.
L'ensemble nous est décrit en 1557 ainsi : il y a là un manoir avec la grange, le colombier, une place de moulin à eau avec plusieurs jardins, « le tout contenant avec une fontaine dedans, nommée la fontaine Saint-Martin, 45 vergées. » Cette fontaine, est la source de Lanquetot, captée en 1950 par le génie rural, et dans laquelle fut découvert un dépôt votif (ex-voto gallo-romains).
- Manoir de Monfiquet des XVIe – XVIIe siècles.
- Le Hamel au Bel[54].

Cet ensemble de constructions de la fin du XVIe ou du début du XVIIe siècle porte le nom de la famille Le Bel, sieurs du Quesnay.
On pénètre dans la cour d'une des maisons restaurées par un porche double avec une porte charretière en arc en plein cintre avec double rangée de claveaux et une porte piétonne à linteau plat ; l'ensemble s'appuyant sur un contrefort intérieur. À gauche de la porte charretière une plaque avec l'inscription « Me NICOLAS LE BEL PBRE MA FAICT REDIFIER EN L'AN 1637 ».
Dans le redan de la maison, une meurtrière en « double trou de serrure », pour armes à feu, permet de battre l'entrée. À voir également les demi-fenêtres du rez-de-chaussée, un potager (ou chauffe-plats), dans l'embrasure d'une fenêtre un petit évier, un four de boulanger, ainsi que des graffitis de bateaux gravés sur le manteau de la cheminée.
Une autre maison a son étage desservi par un escalier à vis, situé dans une tourelle carrée dont la partie inférieure est incluse dans le bâtiment. En haut de l'escalier, on accède à un colombier. Sur l'un des angles de cette maison, qui a plusieurs portes en arc en plein cintre, des petits jours à montants et linteaux chanfreinés ainsi que des demi-fenêtres avec larmiers ou linteau en accolade plate, il a été placé, lors de la restauration, un cadran solaire en pierre calcaire avec en dessous un écu aux armes de la famille Le Bel : d'azur à trois besants d'argent, à la bordure d'or.
Un des bâtiments est doté au rez-de-chaussée d'un four à pain et d'un puits accessible aussi bien de l'intérieur que de l'extérieur afin de fournir de l'eau au village. Une échauguette est présente sur une autre maison avec fenêtre à meneau « à la Crosville » et une remarquable souche de cheminée. Enfin une dernière maison a son pignon percé de très nombreux trous de boulin.
- Manoir de la Volière occupé au XVIIe siècle par la famille Jouan qui portait : d'argent à six roses de gueules. Il dépendait du fief d'Ozeville-Rucqueville[Note 4] qui appartenait en 1486 à noble homme Colin Sorin. On note, Nicolas Jouan (v. 1642-1675), sieur de Rucqueville, qui épousa en 1663 Anne du Pert, dont il eut neuf enfants dont Jacques Jouan (Gouey, 1667 - 15 décembre 1715) et épousa Françoise-Charlotte de Saint-Julien. Il fut inhumé dans le chœur de l'église Saint-Martin de Gouey. Leurs terres à Rucqueville relevaient du fief de Brucourt[56].
- Ferme du Val au nord-ouest du bourg, le long du vallon du ruisseau de Lanquetot. Cet ancien fief était dans la famille Du Pert qui portait : d'argent au lion rampant d'azur[50].
- Ferme de Gennetot. Ce fief relevait du Dick et fut attribué en 1665 à la famille Poërier, puis à Jacques Levilly (1615-1678). Au début du XVIIIe siècle, la ferme était la possession des Pierrepont[50].
- La Vauverderie, près des Vautiers, et à l'est du Dick et du Haut de Gris. Il dépendait de la Comté et présente encore une petite tourelle basse avec toiture de pierre[50].
- Villa des Jasmins, édifiée au début du XXe siècle, côté nord, face à l'église, et qui a été épargnée en 1944[57].
- Ruines d'un fortin bâtie sous le Premier Empire, en remplacement du fort Saint-Anne de 1745[58],[59], détruit par la mer en 1765.
- Ancien corps de garde bâti vers 1669, au bord du havre entre le bourg et le village de la Rivière, près de la station d'épuration[60].
- Ancien moulin à eau du Dick, aujourd'hui ruiné, et peint notamment par Pierre-Paul Givry[61],[Note 5]. Situé à 500 mètres au sud-ouest du manoir éponyme, sur le Gry, il remonte au XVIe siècle comme le confirme une inscription : « 1574 PIERRE LHOMME[62]. ».
- Anciens moulins à vent Cordier, du Moigne, de Folliot, du Cannelier[63].
- Ancienne gare de Port-Bail desservie de nos jours par le Train touristique du Cotentin.
- Pont menant vers la plage. Bâti en 1873, et long de 80 mètres, il est composé de treize arches, ce qui est souvent signe de mauvais présage. Les jours de fortes marées, il arrive que le pont se trouve au ras de l'eau, ce qui donne l'impression de marcher sur l'eau.

Pour mémoire
- Poudrière. En 1820, il existait un petit magasin à poudre avec guérite de factionnaire dans l'ancien cimetière de Portbail, situé a peu près à l'emplacement de l'actuelle salle des Fêtes[60],[6].

### Patrimoine culturel
Portbail est le titre d'une chanson écrite et composée par Alain Souchon, figurant sur l'album intitulé C'est comme vous voulez, paru en 1985.

### Personnalités liées à la commune
- Jacques Férey (1770-1846), né à Canville, militaire lors des campagnes de Vendée et d'Italie. Capitaine en 1808, il sert dans la Grande Armée et est décoré de la Légion d'honneur dans Moscou. Encore présent à Waterloo, il se retire à Portbail où il meurt[65].
- Eugène Bretel (1842-1933), premier producteur industriel de beurre, né dans la commune.
- René Fenouillère (1882-1916), footballeur international, né dans la commune et mort au front.
- Flavie Flament, présentatrice TV, y passe régulièrement ses vacances.

### Héraldique
| Armes de Portbail | Les armes de la commune de Portbail se blasonnent ainsi : D'azur, au chevron d'or, accompagné en chef de trois étoiles de même, et en pointe d'un fer de lance d'argent. Ces armes, qu'arbore la commune de Portbail, sont en fait celles de la famille Hellouin de Ménibus, à la différence que le fer de lance est renversé dans le blason des Hellouin. |